# Barraca del camí del Mas Roig III
La Barraca del camí del Mas Roig III és una obra del Pla de Santa Maria (Alt Camp) inclosa a l'Inventari del Patrimoni Arquitectònic de Catalunya.

## Descripció
És una barraca de planta rectangular orientada al sud. La cornisa horitzontal està rematada amb pedres al rastell. Coberta de pedruscall i caramull. El seu portal està acabat amb un arc dovellat. A la part posterior dreta hi ha un paravents amb una lleixa i al seu darrere hi ha un cocó, i al costat, una escaleta per accedir a la coberta. A l'esquerra hi ha un altre paravents amb una menjadora.
La cambra interior és coberta amb una falsa cúpula i tapada amb una llosa. La seva alçada màxima és de 2'92m. Aquesta cambra és també de planta rectangular i mesura 2'33m de fondària i 3'25m d'amplada.